# Shining☆Days
「Shining☆Days」（シャイニング・デイズ）は、栗林みな実の楽曲。栗林みな実が作詞、飯塚昌明が作曲を手掛けた。
栗林の5枚目のシングルとして2004年11月3日にLantisから発売された。
本項目では、2005年3月24日に同レーベルから発売されたシングル「Shining☆Days Re-Product&Remix」（シャイニング・デイズ リ・プロダクト アンド リミックス）についても扱う。

## 概要

### Shining☆Days
表題曲「Shining☆Days」は、テレビ東京系アニメ『舞-HiME』のオープニングテーマ。カップリング曲「小さな星が降りる時」は同アニメ第15話と第26話で挿入歌として使用された。ジャケットには鴇羽舞衣、玖我なつき、美袋命の3人が寝ている様子がプリントされている。

### Shining☆Days Re-Product&Remix
「Shining☆Days」のリミックスシングル。PVとメイキングを収めたDVDを付属。

## 収録曲

### Shining☆Days
全曲 作詞：栗林みな実、作曲・編曲：飯塚昌明
1. Shining☆Days [4:21]
2. 小さな星が降りる時 [4:32]
3. Shining☆Days (off vocal)
4. 小さな星が降りる時 (off vocal)

### Shining☆Days Re-Product&Remix
全曲 作詞：栗林みな実、作曲：飯塚昌明
1. Shining☆Days BURST GROOVE MIX [4:12]
編曲：斎藤真也
2. Shining☆Days verbose:trance MIX [5:12]
編曲：斎藤真也
3. Shining☆Days LOVE FLARE EASY FILTER MM MIX [6:11]
編曲：STAYKOOL

- ミュージッククリップDVD

1. Shining☆Days (Music Clip)
2. Shining☆Days (Music Clip メイキング)

## 収録アルバム
| 曲名               | 収録アルバム                 |
| ------------------ | ---------------------------- |
| Shining☆Days       | 『passage』（2006年4月26日） |
| 小さな星が降りる時 | 『passage』（2006年4月26日） |
| Shining☆Days       | 『stories』（2011年8月3日）  |

## カバー
- 秋月律子（中原麻衣） -  『アイドルマスター XENOGLOSSIA キャラクターアルバム vol.1熱唱! サンライズ巨大ロボットアニメソング無敵』に収録。